# Leptophatnus madagascariensis
Leptophatnus madagascariensis är en stekelart som först beskrevs av Heinrich 1938.  Leptophatnus madagascariensis ingår i släktet Leptophatnus och familjen brokparasitsteklar. Inga underarter finns listade i Catalogue of Life.